# 르비우 버스 공장
르비우 버스 공장(우크라이나어: Львівський автомобільний завод) 또는 약칭 라즈(LAZ, ЛАЗ)는 우크라이나의 버스, 트롤리 버스 제조사이다. 
소비에트 연방의 주요 버스 제조업체 중 하나이며, 르비우에서 사상 최대 규모의 공업 회사였다. 